# Oglađenovac
Oglađenovac (cyr. Оглађеновац) – wieś w Serbii, w okręgu kolubarskim, w mieście Valjevo. W 2011 roku liczyła 488 mieszkańców.